# GB Pro-Series Loughborough 2012
Il GB Pro-Series Loughborough 2012, noto anche come AEGON Pro-Series Loughborough, è stato un torneo professionistico di tennis giocato sul cemento indoor. È stata la 3ª edizione del torneo, faceva parte dell'ATP Challenger Tour nell'ambito dell'ATP Challenger Tour 2012 e dell'ITF Women's Circuit nell'ambito dell'ITF Women's Circuit 2012. Il torneo maschile e quello femminile si sono giocati a Loughborough nel Regno Unito dal 5 all'11 novembre 2012.

## Partecipanti ATP

### Teste di serie
| Nazionalità | Giocatore                | Ranking* | Testa di serie |
| ----------- | ------------------------ | -------- | -------------- |
| Germania    | Tobias Kamke             | 78       | 1              |
| Slovenia    | Aljaž Bedene             | 92       | 2              |
| Israele     | Dudi Sela                | 101      | 3              |
| Russia      | Evgenij Donskoj          | 127      | 4              |
| Belgio      | Maxime Authom            | 160      | 5              |
| Germania    | Peter Gojowczyk          | 170      | 6              |
| Francia     | Adrian Mannarino         | 180      | 7              |
| Spagna      | Adrián Menéndez Maceiras | 189      | 8              |

- Ranking al 29 ottobre 2012.

### Altri partecipanti
Giocatori che hanno ricevuto una wild card:
- Richard Bloomfield
- Daniel Evans
- Ashley Hewitt
- James Marsalek

Giocatori che hanno ricevuto un entry come special exempt:
- Henri Laaksonen

Giocatori che sono passati dalle qualificazioni:
- Tom Burn
- Richard Gabb
- Myles Orton
- Patrik Rosenholm

## Campioni

### Singolare maschile
- Evgenij Donskoj ha battuto in finale  Jan-Lennard Struff con il punteggio di 6–2, 4–6, 6–1

### Singolare femminile
- Renata Voráčová ha battuto in finale  Julia Kimmelmann con il punteggio di 7–5, 6(6)–7, 6–3

### Doppio maschile
- James Cerretani /  Adil Shamasdin hanno battuto in finale  Purav Raja /  Divij Sharan con il punteggio di 6–4, 7–5.

### Doppio femminile
- Anna Fitzpatrick /  Jade Windley hanno battuto in finale  Karen Barbat /  Lara Michel, 6–2, 6–2.